# Rollsättning

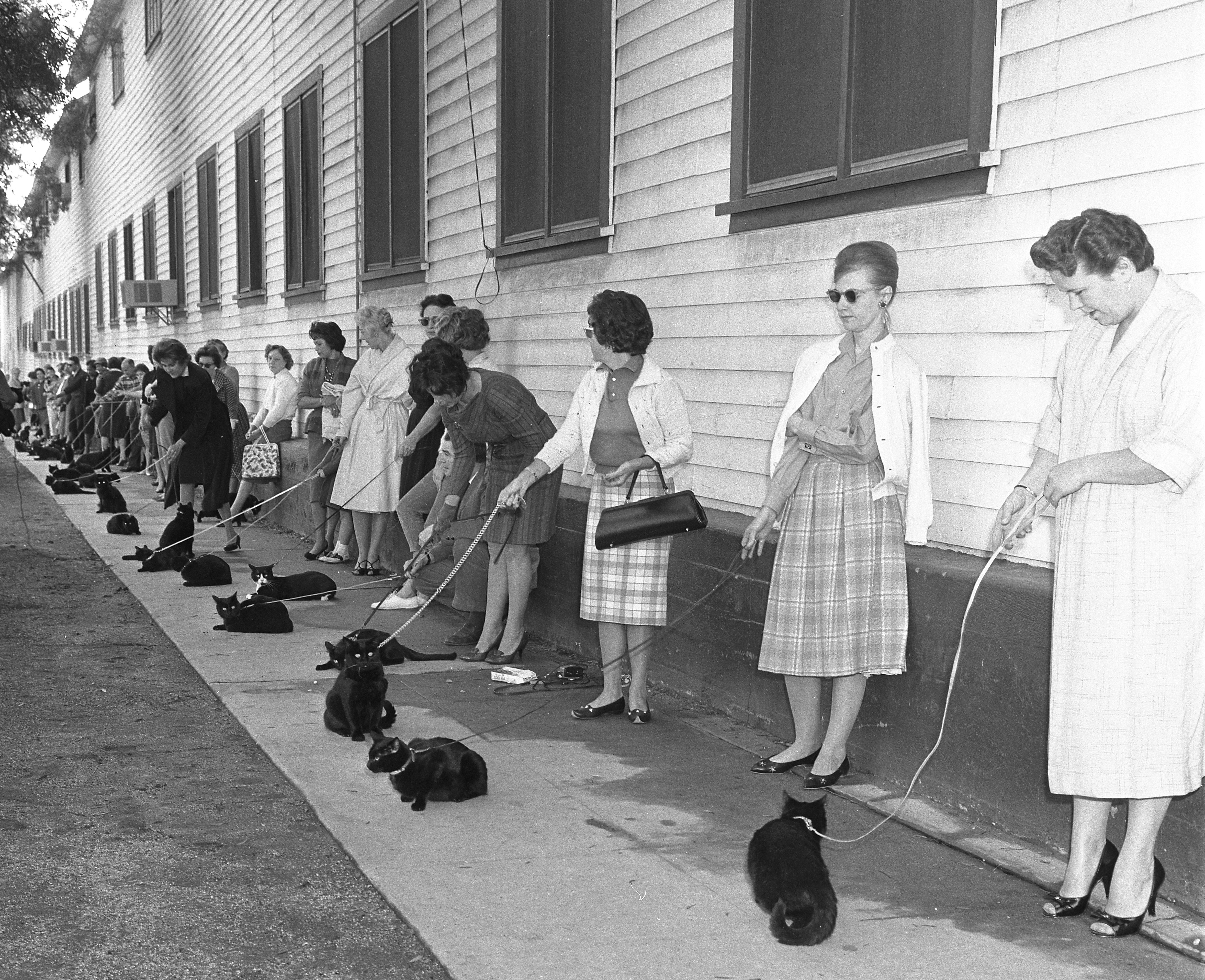
Rollsättning av svarta katter inför Roger Cormans En studie i skräck, 1961.

Rollsättning eller rollbesättning, på engelska casting, är ett arbete som utförs av en rollsättare för att utse skådespelare till scenproduktioner, reklam- och långfilmer, men även för att fördela rollerna på rätt karaktärer. En rollsättare får sina uppdrag direkt från en filmproducent eller regissör som ger denne klara instruktioner om vad de söker. Rollsättaren använder sig av stora register och olika agenturer, som erbjuder och förmedlar skådespelare etc, för att hitta rätt urval av typer, talanger och utseenden för att sen kalla in dessa skådespelare till en provfilmning. Skådespelarna får manus samt kort regi och därefter provfilmas de var för sig eller flera i spelad dialog. När materialet är färdigställt skickar rollsättaren underlaget till uppdragsgivaren, som väljer ut de skådespelare hon vill ha till rollerna. Det finns rollsättare som är fast anställda på större företag som exempelvis SVT; dock arbetar de allra flesta rollsättare på frilansbasis. En frilansande rollsättare driver ett rollsätteri eller en castingbyrå. På engelska kallas rollsättning för casting och rollsättare för casting director. Jämför med teaterns form av rollsättning; audition. Även inom privatteater, musikal och opera förekommer rollsättare.